# 洪江戰鬥
洪江戰鬥發生於1923年12月7日，地點則是在中國湖南省西部。是北洋政府時期內戰之一，交戰原因是湘軍內部實力派內鬥，最後由趙恆惕系軍隊擊潰譚延闓系軍隊，擴張對湖南省境之治理權。

## 簡介
此次戰爭，交戰的雙方為湖南陸軍第三師（師長兼湘西善後督辦葉開鑫）和沅陵鎮守使蔡鉅猷。葉開鑫的實力後盾為湖南省省長兼督軍趙恆惕，蔡鉅猷則是譚延闓一派的軍人，屬於譚延闓派的第六軍軍長。

因湘西地處水運交界，沅陵鎮守使藉由轉運鴉片之地利獲得優渥的煙土稅收入，煙稅問題蔡鉅猷與趙恆惕出現多次利益衝突。
藉由優勢軍力壓制，蔡鉅猷部隊在失去後援的情況下無力對抗湖南主要實力派的攻擊，其沅陵鎮守使一職亦被廢除，12月31日蔡鉅猷和殘存部隊退入貴州省。